# Jadrolinija

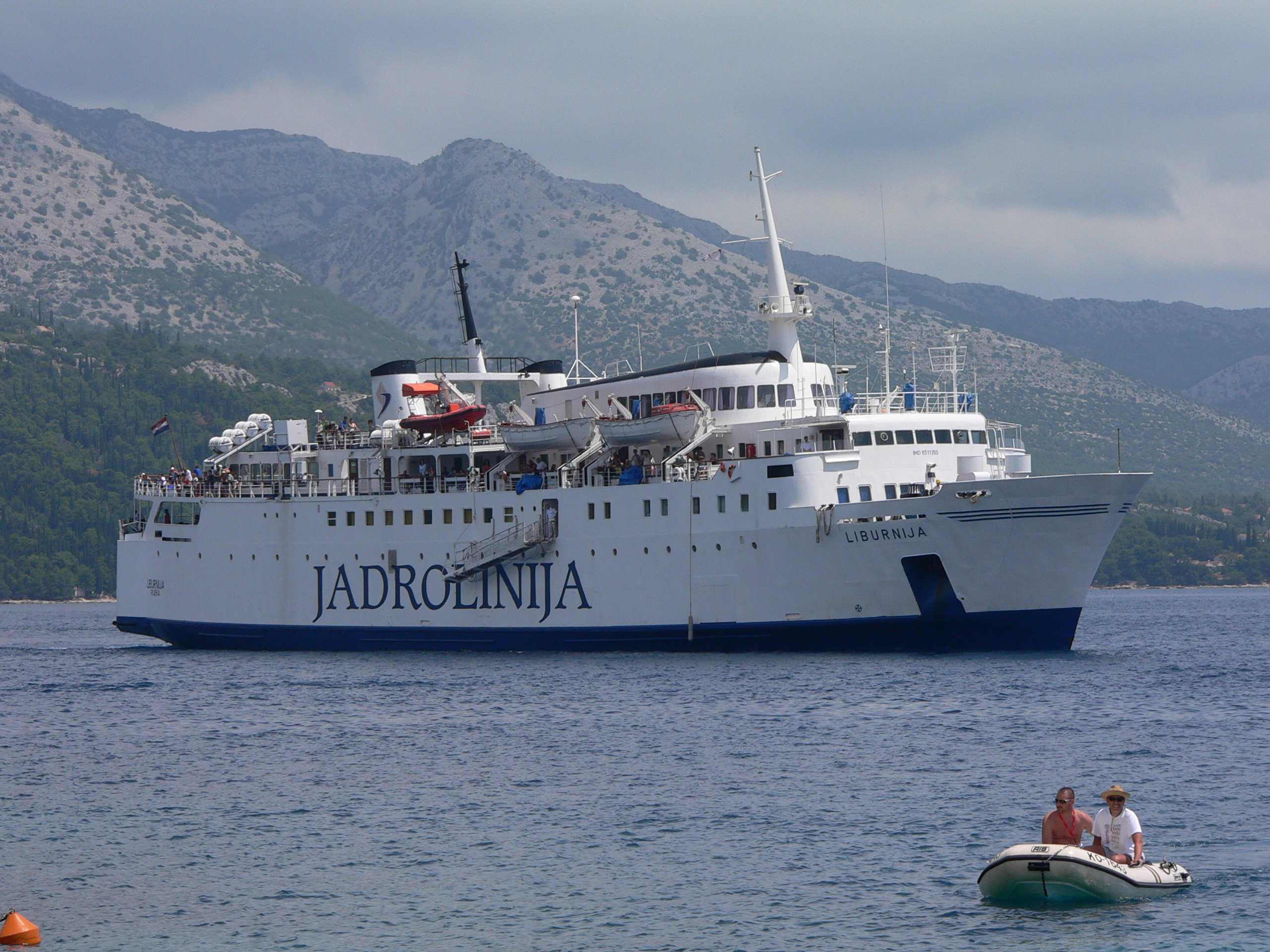
Prom Liburnija wchodzący do przystani Korčula. Długość promu 89,33 m, szerokość 16,22 m, ładowność: 671 osób i 93 samochody osobowe

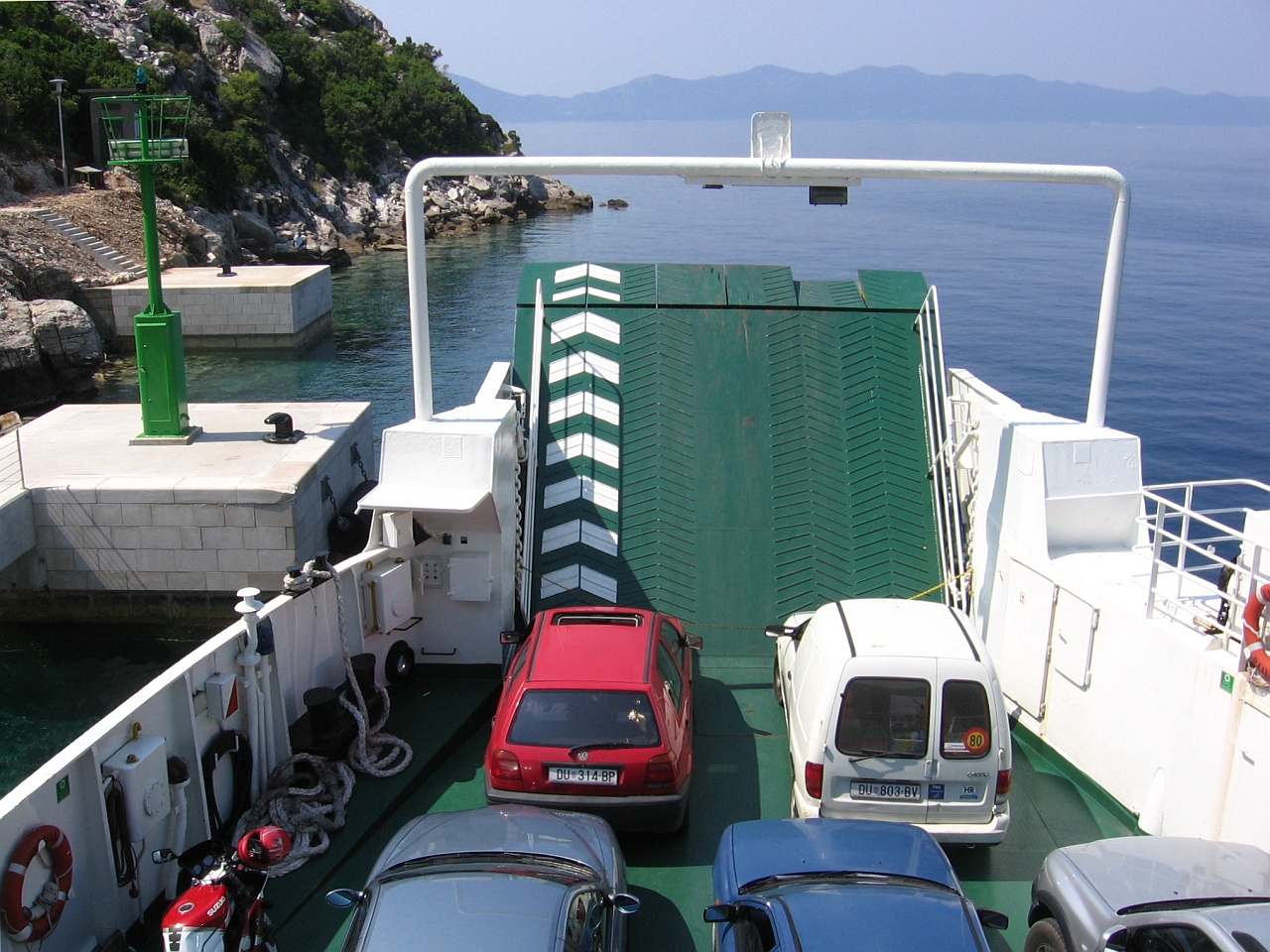
Lokalny prom z Prapratno (półwysep Pelješac) do Sobra (wyspa Mljet) chwilę przed rejsem

Jadrolinija – chorwacka spółka przewozowa założona w Rijece 20 stycznia 1947. Głównym jej polem działalności jest przewóz samochodów i pasażerów na liniach promowych pomiędzy wyspami wzdłuż adriatyckiego wybrzeża Chorwacji, a także na liniach międzynarodowych, głównie większymi promami do Włoch (Ancona, Bari) i z powrotem.

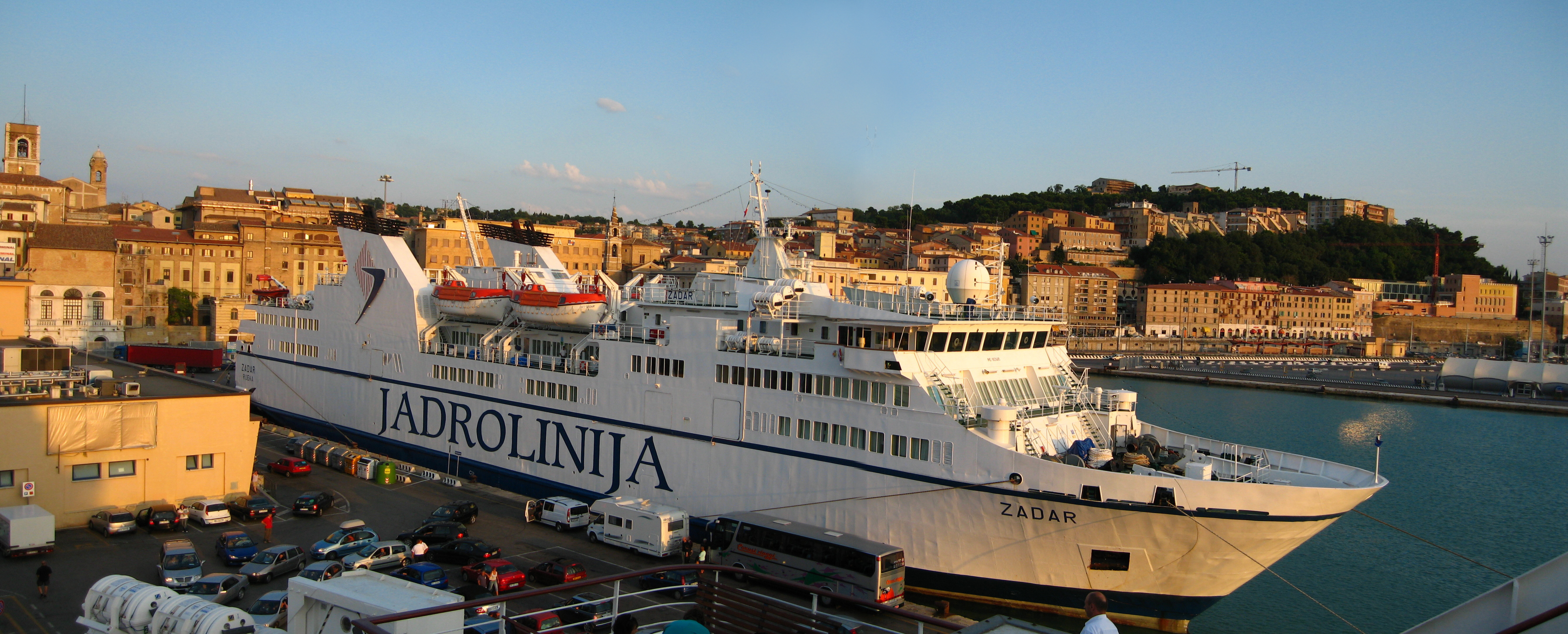
Prom Zadar, Ankona